# Ex Machina (phim)
Ex Machina (cách điệu tên gọi: ex_machina hoặc EX_MACHINA) là một bộ phim khoa học viễn tưởng độc lập do Anh và Mỹ cùng phối hợp sản xuất, được Alex Garland viết kịch bản kiêm đạo diễn. Phim có sự tham gia của dàn diễn viên: Domhnall Gleeson, Alicia Vikander và Oscar Isaac. Tác phẩm kể câu chuyện về một lập trình viên được CEO của mình mời thực hiện bài kiểm tra Turing với một Robot thông minh mang hình dáng con người và những biến cố xảy đến với anh ta sau đó.